# Walter Angonese
Walter Angonese (* 1961 in Kaltern) ist ein italienischer Architekt und Akademieprofessor aus Südtirol.

## Werdegang
Walter Angonese studierte von 1984 bis 1990 Architektur am IUAV in Venedig. Von 1990 bis 1992 arbeitete er im Südtiroler Landesdenkmalamt, von 1992 bis 2001 war er Partner der A5 Architekten, gemeinsam mit Markus Scherer. Seit 2002 betreibt er sein eigenes Architekturbüro in Kaltern.
Angonese lehrte 1997–2007 als Lehrbeauftragter an der Universität Innsbruck, 2007–2011 als Gastprofessor an der Accademia di architettura der Università della Svizzera italiana in Mendrisio und ist seither dort ordentlicher Professor.
Akzente setzte Angonese insbesondere durch seine Weinarchitektur, die er 1997 bei Projekten für die Kellerei Josef Hofstätter in Tramin, 2004 für die Kellerei Manincor in Kaltern, 2005–2019 für die Kellerei St. Michael in Eppan und 2016 für das Weingut Thomas Pichler in Kaltern verwirklichte. Angonese besorgte auch architektonische Adaptierungen bedeutender historischer Bauwerke, zu denen etwa Schloss Tirol und die Festung Kufstein, die Restaurierung der Ruinen Laimburg, Neuhaus, Hocheppan und des romanischen Hospizes St. Florian (Klösterle) in Neumarkt zählen.
Zu anderen verwirklichten Bauten zählen beispielsweise das Sammlerhaus der Stiftung Antonio Dalle Nogare, die neue Bibliothek von Kaltern, die Restaurierung des Seehotels Ambach mit seinem neuen Badehaus und das Haus D. in Vorarlberg.
Angonese war bis 2019 Mitglied des Gestaltungsbeirates der Stadt Salzburg, davon ab 2015 dessen Vorsitzender. 2018 war er an der Architekturbiennale mit einer Installation in den Corderien vertreten.

## Akademische Mitarbeiter
- Tommaso Fantini